# Assassin's Creed Rebellion
Assassin's Creed Rebellion est un jeu vidéo de stratégie au tour par tour développé par Behaviour Interactive et édité par Ubisoft, sorti en 2018 sur iOS et Android.

## Système de jeu
Prenant place dans l'Espagne du XVe siècle, en pleine Inquisition, il propose de construire un QG, d’entraîner des Assassins et de les envoyer dans diverses missions d’infiltration.

## Accueil
- Jeuxvideo.com : 15/20[1]